# Ferocactus pilosus
Ferocactus pilosus – gatunek ferokaktusa pochodzący z Meksyku.

## Morfologia i biologia
Ma 3 m wysokości i 60 cm średnicy oraz liczne rozgałęzienia. Jest kulisty, z czasem cylindryczny. Posiada od 15 do 20 żeber z areolami osadzonymi co 3 cm. Ma ciernie koloru czerwonego; 6-8 bocznych długości do 2 cm i 4 środkowe, których długość dochodzi do 4 cm. Ma dzienne, pomarańczowoczerwone kwiaty, kwitnące w środku lata.

## Uprawa
Roślina wymaga silnego nasłonecznienia i temperatury nie schodzącej poniżej 10 °C.